# ミールザー・ナジャフ・ハーン

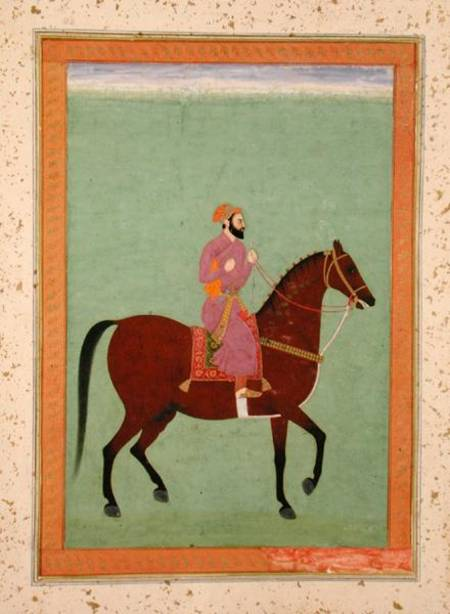
ミールザー・ナジャフ・ハーン

ミールザー・ナジャフ・ハーン（ヒンディー語：मिर्ज़ा नजफ खां, Mirza Najaf Khan, 1723年 - 1782年4月26日）は、北インド、ムガル帝国の政治家・武将。軍総司令官でもある。
サファヴィー朝の王族に生まれた彼は、人生の大半をムガル帝国の復興に尽力し、「ムガル帝国最後の英雄」と呼ばれた。

## 生涯

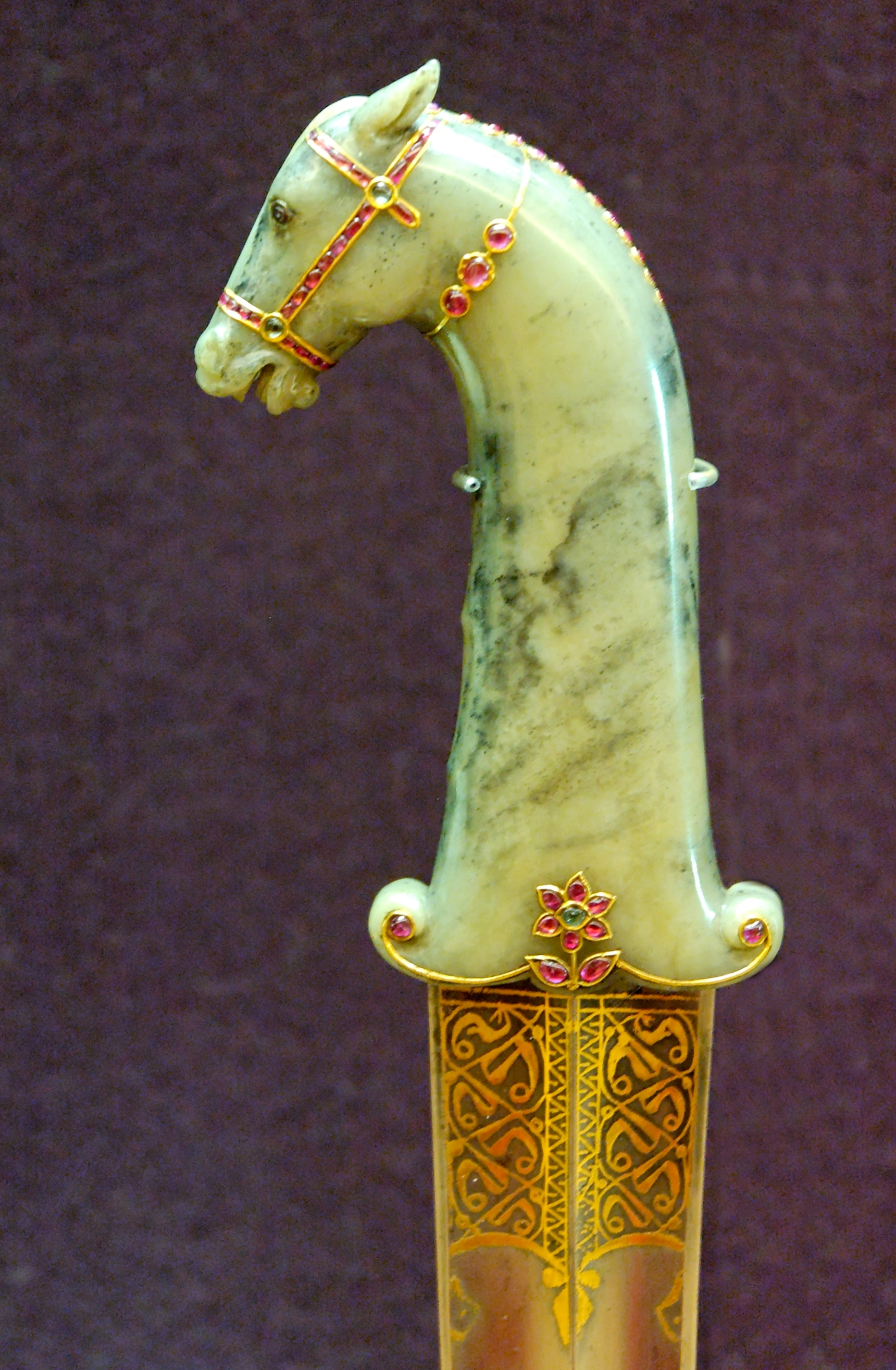
ミールザー・ナジャフ・ハーンはムガル帝国の最も偉大な軍人の一人だった。

ミールザー・ナジャフ・ハーンはサファヴィー朝王家の一族であったが、1736年にナーディル・シャーがサファヴィー朝を廃しアフシャール朝を樹立すると、当時13歳だった彼は姉とともにイランから北インドに亡命した。
ミールザー・ナジャフ・ハーンはムガル帝国に仕える人物となり、1772年までの約30年間、同じイラン系のシーア派であった宰相サフダル・ジャングとよしみを図るなどの手段で政界に進出した。ミールザー・ナジャフ・ハーンの姉はアワド太守の一族と結婚した。
また、1765年10月、皇帝シャー・アーラム2世に従ってブクサールの戦いに参加し、その先陣を切った。戦いの敗色が濃厚となると、皇帝のもとで軍を立て直し、イギリスとの間で停戦交渉を行った。
1772年、シャー・アーラム2世がデリーに帰還すると、ミールザー・ナジャフ・ハーンは帝国の権威確立に努めた。有能な政治家であり軍人だった彼は、最新の軍事技術に遅れ劣らないようにするため、外国の技術者や士官を雇い、弱体化していたムガル帝国の再建しようとした。彼は銃や火砲など武器の近代化を図り、歩兵、騎兵など85,000人から90,000人からなるムガル帝国軍を再建に成功し、帝国軍の強化につとめた。
こうして、1772年からミールザー・ナジャフ・ハーンが死ぬまでの10年間を通して、パンジャーブのシク教徒から領土を奪い、アーグラ付近に勢力を張っていたジャート族のバラトプル王国を破り、アフガン系ローヒラー族に対しても攻撃する断固とした態度をとった。なお、1779年のシク教徒とローヒラー族連合軍との戦いでは、ミールザー・ナジャフ・ハーンは敵兵5000を殺害するなど決定的な勝利をおさめている。
帝国の周辺諸国はその権威を認め、遠く離れた国境を接さない南インドの君主たち、マイソール王国のハイダル・アリー及びカルナータカ太守ムハンマド・アリー・ハーンも使者を宮廷に送り、皇帝シャー・アーラム2世とたびたび書簡を交換していた。

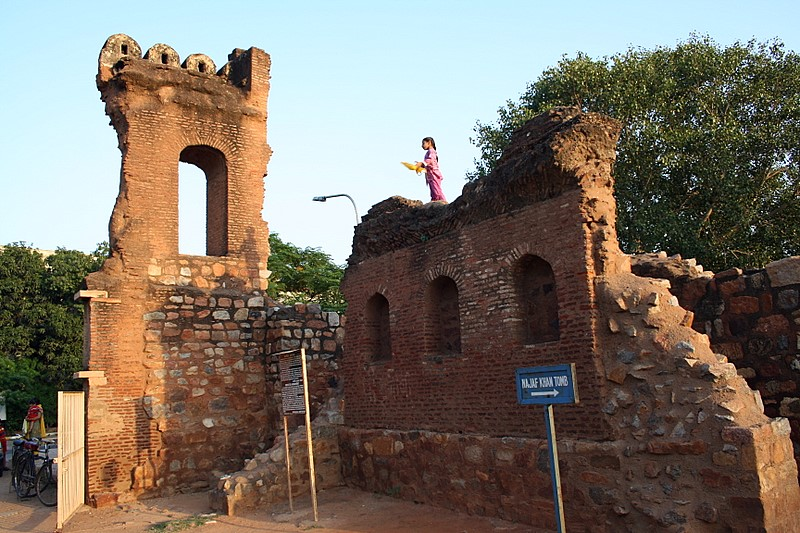
ミールザー・ナジャフ・ハーン墓廟

そして、1782年4月26日にミールザー・ナジャフ・ハーンは死亡した。その死までに、ムガル帝国の権威はパンジャーブのサトレジ川からアーグラの南の密林に至る地域、ガンジス川からラージャスターンのジャイプル王国に至るまでのまで回復を果たしていた。
その死後、ミールザー・ナジャフ・ハーンはサフダル・ジャングと親交があったことから、デリー（ニューデリー）のサフダル・ジャング廟の近くのミールザー・ナジャフ・ハーン廟に埋葬された。
また、デリー西方の町にミールザー・ナジャフ・ハーンの名を冠したナジャフガルという都市がある。これは彼によって建設された町で、「ナジャフの町」を意味している。

### 死後の後継者争い
ミールザー・ナジャフ・ハーンの死後、その副官4人が彼の地位を引き継ごうとして争い、ムガル帝国を混乱に陥れた。その後、同年に第一次マラーター戦争が終結したことによりマハーダージー・シンディアもこの争いに介入し、ミールザー・ナジャフ・ハーンの副官4人の争いを制圧し、ムガル帝国の情勢を安定化させた。
そして、シャー・アーラム2世はマハーダージー・シンディアの功績を認め、1784年12月4日にムガル帝国の摂政と軍総司令官に命じ、マハーダージー・シンディアは事実上北インドの支配者となった。